# Gamaliel VI.
Gamaliel VI. war der letzte jüdische Patriarch von 400 bis 415.
Die Absetzung des letzten jüdischen Patriarchen, Gamaliel VI., am 17. Oktober 415 wird im 22. Edikt des achten Kapitels des 16. Buchs des Codex Theodosianus erwähnt.
Die Gründe seiner Absetzung waren mannigfaltig. So hatte der Patriarch bereits seine Rechte und Privilegien durch Honorius verloren. Weiterhin hielt sich der Patriarch nicht an ein Verbot, das den Neubau von Synagogen untersagte. Und noch immer war Gamaliel VI. als oberster Richter und als letzte Berufungsinstanz in Rechtsstreitigkeiten zwischen Juden und Christen tätig. Das 29. Edikt aus demselben Kapitel aus dem obengenannten Buch erwähnt nur noch, dass der Patriarch verstorben sei, ohne dass ein Nachfolger in diesem Edikt genannt wird. Zugleich wurde noch die Patriarchensteuer post excessum patriarcharum in eine kaiserliche Steuer umgewidmet. Theodosius II. beendete das jüdische Patriarchat 429.
Gamaliel VI. war neben seinem Amt als Religionsoberhaupt und oberste richterliche Instanz auch ein begabter Mediziner. Marcellus Empiricus erwähnt ein Gegenmittel für Erkrankungen der Milz, das unter Gamalielus Patriarcha entwickelt worden sei (De Medicamentis, liber 21).